# Japonsko na Letních olympijských hrách 1936
Japonsko se účastnilo Letní olympiády 1936 v německém Berlíně. Zastupovalo ho 220 sportovců (201 mužů a 19 žen) ve 14 sportech.

## Medailisté
| Medaile | Jméno                                                  | Sport    | Soutěž                              |
| ------- | ------------------------------------------------------ | -------- | ----------------------------------- |
| Zlato   | Naoto Tadžima                                          | Atletika | Muži trojskok                       |
| Zlato   | Son Ki-džong                                           | Atletika | Muži maratonský běh                 |
| Zlato   | Šigeo Arai Šigeo Sugiura Masaharu Taguči Masanori Jusa | Plavání  | Muži štafeta 4 × 200 m volný způsob |
| Zlato   | Noboru Terada                                          | Plavání  | Muži 1500 m volný způsob            |
| Zlato   | Tecuo Hamuro                                           | Plavání  | Muži 200 m prsa                     |
| Zlato   | Hideko Maehataová                                      | Plavání  | Ženy 200 m prsa                     |
| Stříbro | Šúhei Nišida                                           | Atletika | Muži skok o tyči                    |
| Stříbro | Masao Harada                                           | Atletika | Muži trojskok                       |
| Stříbro | Masanori Jusa                                          | Plavání  | Muži 100 m volný způsob             |
| Stříbro | Šunpei Utó                                             | Plavání  | Muži 400 m volný způsob             |
| Bronz   | Naoto Tadžima                                          | Atletika | Muži skok do dálky                  |
| Bronz   | Sueo Óe                                                | Atletika | Muži skok o tyči                    |
| Bronz   | Nan Šórjú                                              | Atletika | Muži maratonský běh                 |
| Bronz   | Masadži Kijokawa                                       | Plavání  | Muži 100 m znak                     |
| Bronz   | Reizó Koike                                            | Plavání  | Muži 200 m prsa                     |
| Bronz   | Šigeo Arai                                             | Plavání  | Muži 100 m volný způsob             |
| Bronz   | Šózó Makino                                            | Plavání  | Muži 400 m volný způsob             |
| Bronz   | Šunpei Utó                                             | Plavání  | Muži 1500 m volný způsob            |